# École supérieure de la statistique et de l'analyse de l'information
L'École supérieure de la statistique et de l'analyse de l'information (arabe : المدرسة العليا للإحصاء و تحليل المعلومات) ou ESSAI est une école tunisienne formant des ingénieurs en statistique et analyse de l'information.
L'école, fondée en 2001 et rattachée à l'Université de Carthage, s'est installée initialement au campus de l'Institut national des sciences appliquées et de technologie avant d'emménager à ses nouveaux locaux dans le quartier de la Charguia II.
L'ESSAI est la première école d'ingénieurs tunisienne qui au travers d'enseignements approfondis en statistique, en mathématiques appliquées, en économie, en informatique et en systèmes d'information permet d'accéder aux multiples fonctions de l'ingénierie statistique.
À l'issue de trois années de scolarité, les élèves issus de classes préparatoires (section mathématiques-physique) deviennent ingénieurs diplômés, titre habilité par l'Ordre des ingénieurs tunisiens.

## Formation
L'ESSAI a vocation à préparer ses élèves aux métiers de la collecte et de l'analyse de l'information, en particulier dans le domaine économique et social, mais aussi dans les domaines de l'industrie, des sciences de la vie, du marketing, de la finance, de la santé et des systèmes d'information. Durant les trois années d'études, les élèves subissent une formation polyvalente puisqu'elle touche à une vaste diversité de domaines consolidée par des stages, ateliers et projets. Parmi les modules enseignés à l'ESSAI figurent :
- Mathématiques, probabilités et statistique
  - Probabilités
  - Calcul stochastique
  - Optimisation
  - Modélisation
  - Statistique
  - Théorie des sondages
  - Biomathématique
- Économie, sciences sociales et gestion
  - Économétrie
  - Macroéconomie
  - Finance
  - Gestion d'entreprise
  - Statistique pour l'économie
  - Marketing
  - Gestion des risques
- Informatique et programmation
  - Conception de systèmes d'information
  - Programmation statistique : SAS, R, GAUSS, SPSS, Stata etc.
  - Algorithmique et programmation : C, Java, etc.
  - Systèmes d'exploitation : GNU/Linux, OS/2, Microsoft Windows, MS-DOS, etc.
  - Conception et programmation orientée objet : Java/JavaScript, C/C++/C#, Perl, Merise, etc.
  - Programmation web : HTML/XHTML/XML/CSS, PHP, etc.
  - Bases de données uni et multidimensionnelles : Visual Basic, SQL/MySQL, etc.
  - Réseaux informatiques et Internet
  - Intelligence artificielle : datamining, réseaux de neurones, etc.
- Humanités
  - Langues étrangères : français et anglais

## Master
Par la voie d'un concours sur dossier, les élèves inscrits en troisième année et désireux de continuer des études de troisième cycle peuvent suivre, parallèlement à leurs études de troisième année du cycle de formation d'ingénieurs, le cours d'un master intitulé « Modélisation économique et économétrie » organisé en collaboration avec l'École polytechnique de Tunisie.

## Débouchés
L'information, qu'elle soit quantitative ou qualitative, est un élément clef de toute prise de décision et, à ce titre, la science statistique permet d'apporter des réponses objectives aux questions stratégiques que posent les acteurs économiques et politiques. Parmi les travaux que peuvent conduire les ingénieurs statisticiens :
- surveiller, encadrer et gérer d'autres travailleurs
- analyser la demande des consommateurs en produits et services
- mesurer le risque de non fidélisation de la clientèle d'une banque
- déterminer la population-cible d'une campagne marketing
- concevoir et réaliser un service d'aide au marketing destiné à la vente en ligne
- modéliser un ciblage de clientèle à l'aide d'outils de datamining
- prévoir la durée de vie d'une machine, d'un composant électronique ou mécanique
- créer un outil informatique de validation et de suivi de scores
- mesurer la croissance économique
- analyser l'impact sur l'état de santé de la consommation quotidienne de drogues
- élaborer une méthode de détection des gènes ralentissant l'évolution d'une maladie
- étudier la sûreté de fonctionnement d'une centrale nucléaire, etc.

En outre, posséder une compétence reconnue en statistique permet de travailler dans la plupart des secteurs et des domaines d'activité et de recherche dont :
- la finance
- l'assurance
- le marketing
- les télécommunications
- l'informatique
- l'agriculture et l'industrie agroalimentaire
- la biologie
- l'environnement
- la physique
- la chimie
- la psychologie
- la santé publique
- les sciences sociales
- l'éducation
- le sport
- l'astronomie
- la zoologie, etc.